# Andrej Tošev
Andrej Slavov Tošev (in bulgaro Андрей Славов Тошев?; Stara Zagora, 16 aprile 1867 – Sofia, 10 gennaio 1944) è stato un politico, diplomatico e scienziato bulgaro e primo ministro del regno di Bulgaria.
Incaricato dallo zar Boris III, Tošev venne scelto per la sua risoluta lealtà nell'incerta situazione dopo il colpo di stato militare organizzato dallo Zveno nel 1934. Fu a guida di un governo completamente civile dopo un periodo di governo militare, anche se in effetti fu un fantoccio dello zar. Il suo fu un governo effimero quando le elezioni del novembre 1935 vennero vinte da Georgi Kjoseivanov.
Tošev servì inoltre come diplomatico in Serbia nel periodo 1909-1913, dove le sue capacità aiutarono la formazione della lega balcanica, e l'ambasciatore bulgaro a Costantinopoli nel periodo 1913-1914.